# Высокая должность
«Высокая должность» — художественный фильм режиссёра Бориса Кимягарова, снятый им в 1958 году на Сталинабадской киностудии «Таджикфильм» Таджикской ССР. Премьера: июнь 1958 (Душанбе, Таджикистан), 3 декабря 1958 (Москва).

## Сюжет
Молодую амбициозную и самоуверенную девушку Зульфию назначают старшим ассистентом хирургической клиники. Она ещё неопытный врач, и сразу же допускает ряд серьёзных ошибок. Осознав отсутствие личного профессионализма и малочисленной врачебной практики, Зульфия отказывается от высокой должности и уезжает рядовым врачом в горный район Таджикистана.

## В ролях
- Дильбар Касымова — Зульфия
- Анвар Тураев — Шамси
- Асли (Аслиддин) Бурханов — Джураев
- София Туйбаева — Махмудова
- Гурминдж Завкибеков — Камол
- Марат Арипов — Анвар
- Мукаррама Камалова — Фируза
- Мухаммеджан Касымов — Бобонияз
- Хайри Назарова — Барно
- Галина Савельева — Варвара Михайловна
- Алим Ходжаев — Равшан
- Константин Михайлов — Андреев
- Шамси Джураев — колхозник
- Сония Курбанова (Бузурукова) — больная

### В эпизодах
- Абдульхайр Касымов
- Абдулхамид Нурматов
- Михаил Аронбаев
- Захир Дусматов
- М. Ходжикулов[1]

## Награды
- 1959 На Всесоюзном кинофестивале советских фильмов в Киеве фильму присуждён Поощрительный диплом.